# Krzyż heraldyczny
Krzyż heraldyczny – element tarczy, jedno z popularnych godeł herbowych.
Zachodnia heraldyka zna około 300 krzyży heraldycznych, jednakże w polskiej heraldyce szlacheckiej stosowano tylko kilkanaście, m.in.: krzyż kawalerski i ćwiekowy, a także półtorakrzyż, półtrzeciakrzyż, krzyż potrójny, krzyż rozdarty, krzyż grecki i łaciński. 
Krzyż może występować na tarczy herbowej jako figura zaszczytna, tj. sięgająca brzegów tarczy, najczęściej w tej formie bywa stosowany krzyż grecki, łaciński, św. Andrzeja, rozdarty lub kawalerski. Nie sięgając brzegów tarczy te krzyże tworzą figury uszczerbione.
Pozostałe formy krzyża zaliczyć należy do obszernej grupy mobiliów herbowych, tj. godeł heraldycznych niebędących figurami wynikłymi z podziału tarczy, a przedmiotami czy symbolami umieszczanymi w tarczy luźno, pojedynczo lub grupami.

## Przykłady krzyży heraldycznych

ćwiekowy
grecki
jerozolimski
rycerski
kotwicowy
kulowy
laskowany
liliowy
łaciński
łapowy
maltański
papieski
patriarchalny
podwójny (lotaryński)
półtorakrzyż
półtrzeciakrzyż
rozdarty
strzałkowy
św. Andrzeja (saltire)
trójlistny
zdwojony